# Svenska för invandrare i Finland
Invandrare i Finland får då de ska genomgå integrationsutbildning välja mellan landets två nationalspråk finska och svenska. Det finns många läroanstalter som anordnar kurser i finska och svenska för utlänningar. Sådana kurser finns dock inte på alla orter, och även på tvåspråkiga orter kan man vara tvungen att skilt redogöra för hur man kan få en arbetsplats med hjälp av kursen, en redogörelse som TE-byrån bedömer.